# Marx y Hegel
La relación entre el pensamiento revolucionario de Karl Marx y la filosofía de Hegel es uno de los temas más debatidos de la historia moderna de las ideas. Marx mismo reconoció siempre su deuda intelectual con el famoso filósofo que había dominado el pensamiento alemán las primeras tres décadas del siglo XIX, de quien tomó no solo su dialéctica sino también una visión de la historia como un proceso dividido en tres grandes fases que progresivamente lleva hacia un estado de plenitud humana. En un plano más profundo, será mediante sus estudios tempranos de la obra de Hegel que Marx se empapará del pensamiento clásico occidental, haciendo de una herencia que viene desde Aristóteles la base de su posterior visión de la evolución de la humanidad.

## Antecedentes: Aristóteles y Kant
La relación intelectual entre Marx y Hegel es parte de un desarrollo filosófico más amplio, que expresa la forma en que los grandes pensadores alemanes de fines del siglo XVIII y comienzos del XIX se relacionaron con la modernidad emergente, particularmente con el racionalismo y los movimientos revolucionarios franceses. En Alemania, que por esos tiempos mostraba un notable retraso frente a los avances económicos de Gran Bretaña y a las transformaciones políticas francesas, será en el terreno de la filosofía donde se realizaron los avances más importantes, dando origen a una pléyade de pensadores que para siempre marcarán el pensamiento europeo y mundial. Este proceso fue iniciado por Immanuel Kant y su llamado a emprender, mediante la Aufklärung (Ilustración; literalmente significa “hacer claridad”), una reforma radical del pensamiento tradicional. Su aporte decisivo para comprender la evolución que llevará primero a Hegel y luego a Marx se da, sin embargo, en el terreno de la filosofía de la historia tal como ésta se presenta en su escrito más conocido al respecto: Idea para una historia universal en clave cosmopolita, de 1784.
La concepción histórica de Kant está plenamente inspirada por la idea aristotélica de la fisis, es decir, por la concepción de una naturaleza de las cosas, una esencia que se despliega y que contiene en sí tanto la necesidad como las leyes básicas del desarrollo. Se trata de la idea de una potencialidad (potentia) que a través de su propio proceso natural de desarrollo (fisis) llega a hacerse realidad o actualidad (actus). De esta manera se alcanza la entelequia o fin del desarrollo. Kant transformará, sin embargo, esta idea en la base de una visión progresiva de la historia que es totalmente ajena al pensamiento griego clásico. Según Kant, una ley inmanente del progreso, dictada por la necesidad de la naturaleza de alcanzar sus fines, rige la historia aparentemente absurda y antojadiza de la especie humana, elevándola sucesivamente “desde el nivel inferior de la animalidad hasta el nivel supremo de la humanidad.”  La tarea del filósofo es, justamente, “descubrir en ese absurdo decurso de las cosas humanas una intención de la Naturaleza, a partir de la cual sea posible una historia de criaturas tales que, sin conducirse con arreglo a un plan propio, sí lo hagan conforme a un determinado plan de la Naturaleza.”
Según Kant, el hombre comparte, como especie, el destino teleológico o determinado por su fin que Aristóteles vio como la ley de desarrollo de todo lo natural: “Todas las disposiciones naturales de una criatura están destinadas a desarrollarse alguna vez completamente y con arreglo a un fin […] En el hombre aquellas disposiciones naturales, que tienden al uso de la razón, deben desarrollarse por completo en la especie, mas no en el individuo.” Esta es la fuerza que actúa entre bastidores con el fin de desplegar todas las potencialidades humanas y los individuos o los pueblos no son más que sus instrumentos inconscientes: “Poco imaginan los hombres (en tanto que individuos e incluso como pueblos) que, al perseguir cada cual su propia intención según su parecer y a menudo en contra de los otros, siguen sin advertirlo, como un hilo conductor, la intención de la Naturaleza, que les es desconocida, y trabajan en pro de la misma.”
Esta idea de una fuerza oculta que actúa como motor e “hilo conductor” de una historia cuyo verdadero sentido no es comprendido por sus protagonistas directos no es sino una “naturalización aristotélica” de la idea de la Providencia y será central tanto en la visión de la historia de Hegel como en la de Marx. Hegel reemplazará las leyes de la naturaleza de Kant por las de la lógica o razón y Marx pondrá a las fuerzas productivas en su lugar, pero la estructura mental diseñada por Kant permanecerá intacta. Ahora bien, el parentesco entre estos tres pensadores va mucho más allá de esto. Kant concibe también la historia como un proceso triádico o dividido en tres fases, que va desde la salida del estado de animalidad, pasando por un largo desarrollo lleno de dolor, conflictos y luchas hasta llegar al fin de la historia, que será un estado de perfección que el mismo Kant define como “quiliasmo”, que no es sino el sinónimo de raíz griega de milenio (el Reino de Cristo sobre la Tierra que, según el Apocalipsis bíblico, durará mil años): “Se puede considerar la historia de la especie humana en su conjunto como la ejecución de un plan oculto de la Naturaleza para llevar a cabo una constitución interior y –a tal fin– exteriormente perfecta, como el único estado en el que puede desarrollar plenamente todas sus disposiciones en la humanidad […] Como se ve, la filosofía también puede tener su quiliasmo”.  En un pasaje de otra obra, Kant se expresa de una forma aún más cargada de simbolismo milenarista: “Cuando la especie humana haya alcanzado su pleno destino y su perfección más alta posible, se constituirá el Reino de Dios sobre la tierra”.
El anuncio del milenio es, sin embargo, algo distante en Kant, casi teórico. Siempre que proclama su fe en un estado venidero de perfección o quiliasmo agrega frases como la siguiente: “si bien sólo cabe esperarlo tras el transcurso de muchos siglos”.  La adhesión a lo que el mismo Kant en otro escrito caracteriza como “la concepción quiliástica de la historia” va unida a una sobria y a veces sombría descripción de la situación y posibilidades actuales de hombre y, más importante aún, sobre su naturaleza esencialmente imperfecta. El de Kant no es por tanto sino un “utopismo light”, suave y lejano, una premisa metodológica más que otra cosa, y por ello incapaz de despertar las esperanzas y energías revolucionarias de sus contemporáneos. Sin embargo, su herencia no tardaría en evolucionar hacia la actualización (con Hegel) y realización revolucionaria (con Marx) del sueño de una realización plena de las potencialidades humanas en una sociedad sin conflictos ni contradicciones.

## Lafilosofía de la historiade Hegel
La filosofía de Hegel constituye un intento de crear un sistema total de comprensión de lo humano y lo divino. Hegel es por ello el arquetipo del pensador totalizante y su sistema busca resolver las incertidumbres y los desgarramientos más profundos que la irrupción de la modernidad estaba produciendo en la existencia humana. Se trata, por una parte, de la pérdida de la certeza en la existencia de Dios y, con ello, del sentido no solo de la historia sino de la vida misma. Esta incertidumbre fundamental es producto del conflicto abierto entre ciencia y creencia o, para decirlo con los términos de entonces, entre razón y fe. Por otra parte, se trata de los desgarramientos y conmociones del orden social tradicional, remecido por la irrupción de la democracia en Estados Unidos y, sobre todo, por la Revolución Francesa. Ante estos hechos, que lanzaban la existencia humana hacia una incertidumbre creciente, Hegel hace un intento sublime de restablecer la armonía y la certidumbre a través de un sistema filosófico que todo lo abarca, una cosmovisión completa que a partir de un principio único quiso llenar el vacío que dejaba la creencia religiosa en retirada. 
El sistema de Hegel se basa, para decirlo muy sumariamente, en lo que se puede llamar “panlogismo”, donde una y la misma razón, un logos común, une a todo lo existente y encuentra su expresión sublime en la mente humana que, justamente por compartir la esencia de todo lo existente, lo puede comprender plenamente llevándolo a su nivel más alto de desarrollo o “autoconciencia”. La consecuencia de este panlogismo, en cuya cumbre se sitúa a la razón humana, es la abolición definitiva de toda distancia entre lo sagrado y lo mundano o la secularización radical de Dios. Ahora bien, el pensamiento totalizador de Hegel encuentra su piedra de toque o su prueba decisiva en la historia misma del ser humano. En este sentido se puede decir que toda su obra lógica no es sino un prólogo a su visión de los avatares de la historia humana, en la cual el logos o “la Idea”, como él lo llama, se realiza plenamente y se autocomprende, llegando así a asumir la forma del “Espíritu absoluto” según la terminología hegeliana. Este momento forma el famoso “fin de la historia”, que por cierto no es el fin de las contingencias o accidentes de la vida humana sino de su sentido esencial que no es otro que alcanzar la plenitud del desarrollo de todo aquello que en la Idea inicialmente estaba en potencia. 
El camino por el cual se realiza esta potencialidad es la marcha de lo que para Hegel era la verdadera Historia, es decir, la esencia y lo único importante detrás de todas aquellas historias que pueblan las páginas de los libros de narrativa histórica y que, a su parecer, habitualmente no son más que un puro registrar datos sin ton ni son, sin entender su sentido oculto y verdadero. Los acontecimientos históricos no son para Hegel más que un gran teatro detrás del cual se desarrolla el verdadero drama de la historia, que no es ya el de los individuos o de los pueblos en particular sino el de la realización de la razón, que en su camino los usa como sus instrumentos. Por ello es que Hegel insiste todo el tiempo en la idea de que la razón rige la historia o, lo que es lo mismo, que la historia es racional: “Empezaré advirtiendo, sobre el concepto de la filosofía de la historia, que, como he dicho, a la filosofía se le hace en primer término el reproche de que se acerca y considera a la historia a partir de ciertas ideas preconcebidas. Pero el único pensamiento que aporta es el simple pensamiento de la razón, de que la razón rige al mundo y de que, por tanto, también la historia universal ha transcurrido racionalmente.”
La razón de que habla Hegel es, siguiendo a Aristóteles y a Kant, la estructura lógica de todo lo potencialmente existente. Es por ello la suma de las posibilidades totales del desarrollo y de lo existente, cuya culminación en la especie humana está programada para alcanzar la realización plena de esas posibilidades. Estas posibilidades existen en forma latente desde un comienzo y no hacen sino manifestarse o realizarse en el curso de la historia. Esta forma de entender tanto el concepto de razón como el de desarrollo conecta a Hegel, y por su mediación a Marx, con la idea aristotélica –plenamente recuperada y puesta en clave historicista por Kant– de una fisis, una naturaleza de las cosas que en su manifestación o desarrollo conforma tanto la estructura como el sentido de la evolución. Este “programa de desarrollo” que es la razón está, según Hegel, estructurado de acuerdo a una lógica especial, que no es otra que la famosa lógica dialéctica. Esto implica que el desarrollo no se produce de una manera lineal sino a través de conflictos o “negaciones” que lo van acercando paulatinamente a su final pleno. Podemos acercarnos a esta forma de pensar considerando el famoso concepto de “Aufhebung”, que bien resume en núcleo mismo de la dialéctica. Este término, cuyo sentido literal es el de abrogación o abolición, fue transformado por Hegel en un concepto multifacético que implica la simultaneidad de la negación, la superación, el progreso y la conservación. Este fue el concepto mediante el cual Hegel construyó una concepción histórica en que se va progresando mediante la destrucción del estado preexistente de cosas pero sin que ello implique una pérdida de lo positivo ya alcanzado. Como Hegel dice, nada importante queda olvidado en la marcha del Espíritu: “Queda dicho con esto que el mundo y la forma presente del Espíritu y su actual conciencia de sí comprende todas las fases anteriores de la historia.” La historia del progreso es así destrucción y acumulación, tragedia y epopeya, y nada se alcanza sin desgarramiento y dolor. Esta manera de ver las cosas, donde la tragedia y el dolor se hacen partes vitales del progreso, tiene una importancia trascendental no solo para entender a Hegel sino, sobre todo, a Marx y su visión dialéctica de la historia y del progreso. Merece por ello la pena que nos detengamos un poco más en ella.
Este es el verdadero núcleo concreto de la filosofía hegeliana de la historia y también lo será de la de Marx. La reconciliación final, el reino de la razón plenamente realizada, solo se alcanza mediante las luchas, el desgarramiento y el sufrimiento. El final feliz exige un largo camino por el valle de lágrimas de la historia: la realización paulatina de la razón en la historia –que Hegel también llama “el calvario del Espíritu absoluto”– es trágica pero necesaria. Así, el pensamiento dialéctico incorpora un elemento central de la visión cristiana de la historia, la del sufrimiento necesario para alcanzar la redención, la de esa dura “peregrinación” del hombre, como dijese San Agustín, en este “exilio” que es la vida terrenal. 
El “fin de la historia” según Hegel no tenía solo que ver con la filosofía que se elevaba al peldaño final de su desarrollo sino con todo el orden social. Cada forma estatal de significación histórica ha encarnado una figura del desarrollo del Espíritu llegándose, al final de la historia, a la forma superior de Estado que según Hegel estaría representado por el Estado prusiano de su tiempo. Este Estado era sin duda perfectible en sus detalles pero como estructura era, tal como la filosofía misma de Hegel, insuperable. Así se llega a la conclusión de que la monarquía prusiana, con sus rasgos fuertemente autoritarios, su iglesia estatal luterana y su organización estamental de la sociedad, era la forma finalmente elegida por la razón para manifestarse. Esta conclusión tan conservadora de la obra de Hegel no pudo sino ser rechazada por nuevas generaciones de intelectuales alemanes que se formaron a la sombra del gran sistema de Hegel pero sacaron conclusiones distintas de sus premisas. Los jóvenes hegelianos de la década de 1830 fueron el ejemplo más patente de este replanteamiento de las enseñanzas de Hegel. Entre ellos destacaría Karl Marx.

## De la fenomenología del Espíritu (Hegel) a la del trabajo (Marx)
La visión de la historia de Marx se formó a comienzos de los años 1840, en lo que fue un enfrentamiento intelectual notable entre el joven Marx y el gran filósofo cuya obra lo había cautivado plenamente unos años antes. La obra que más directamente influirá la formación del pensamiento de Marx es aquella en que el esquema histórico de Hegel había encontrado su expresión dialéctica más brillante: la Fenomenología del espíritu (1807). En esta obra Hegel presenta la historia de Europa como un proceso triádico, cuyo punto de partida se encuentra en la polis de la antigua Grecia, considerada como la feliz unidad originaria, el momento de la armonía inicial e inmediata entre el todo y las partes o, para decirlo de otra manera, entre la ciudad y los ciudadanos. Pero este estado de unidad inmediata o armonía simple, pese a toda su belleza ética, no podía perdurar ya que se basaba en la falta de desarrollo del Espíritu. El Espíritu o la razón actuante en la historia debía adentrarse en sí mismo, dividirse y diferenciarse, entrar “en lucha consigo mismo”, desgarrarse para crecer y manifestar todas sus potencialidades. Para ello debía surgir una individualidad opuesta al todo y la sociedad debía escindirse en individuos, familias, grupos o clases contrapuestas y caer presa tanto de conflictos internos como externos. Este es el segundo gran momento de la evolución dialéctica, el momento decisivo de la negación, de la lucha y del desgarramiento, pero también de la profundización en el contenido del Espíritu. Este momento va desde la disolución de la polis griega hasta la Revolución Francesa, que es su último acto, una especie de apoteosis del desarrollo dividido. Ahora bien, todo este trabajo consigo mismo conduce al Espíritu a su tercera fase, el momento de su reconciliación definitiva bajo la figura del Estado racional (prusiano). Es el fin de la historia y la reunificación de las partes con el todo ahora enriquecido y diferenciado. Este es el nuevo amanecer que Hegel creía estar presenciando y que encontraba su horizonte en la Europa posrevolucionaria y su sol en la nueva filosofía alemana de la que Hegel mismo era el más alto exponente.
Esta es la inspiración que Marx tiene presente al exponer, en los así llamados Manuscritos económicos y filosóficos de 1844, por vez primera una filosofía de la historia completa. El punto de partida de Marx es un postulado que podríamos llamar ontológico, es decir sobre la constitución misma del “ser histórico”, de la mayor importancia: el trabajo constituye no solo el fundamento de la vida humana sino también su paradigma. La vida de los seres humanos se basa en el trabajo y, además, se configura y desarrolla de una manera que refleja las formas en que se trabaja. Se puede por ello decir que la historia del hombre no es otra cosa que la historia del trabajo humano. He aquí la piedra filosofal de la historia, la esencia detrás de las apariencias, el principio activo del cual se deriva todo lo demás.  De esta manera, Marx ha llegado finalmente a su logos y el trabajo puede tomar el lugar del Espíritu de Hegel. Sin embargo, la estructura misma de la historia seguirá discurriendo de acuerdo a la misma lógica sobre la que Hegel había construido su filosofía de la historia y recorrerá, además, las mismas fases. El esquema no es otro que aquel propuesto por Hegel en la Fenomenología del Espíritu que será ahora recreado como fenomenología del trabajo. 
Al comienzo tenemos una especie de estado de naturaleza, una fase previa a la división del trabajo, donde el trabajador controla sus condiciones de trabajo y tiene una relación directa con los frutos del mismo. No hay mediación ni separación alguna y por ello tampoco existe la alienación o el extrañamiento del trabajador respecto de su adad vital y los productos de la misma. Esta fase de armonía primigenia coincide de manera típicamente dialéctica con la falta de desarrollo y sobre ella Marx, a diferencia de Hegel respecto de su refulgente polis griega, muestra poco entusiasmo. Ahora bien, como ya lo sabemos, la dialéctica histórica exige que se rompa este estado de unidad inmediata del hombre consigo mismo y sus productos. Para desarrollarse el ser humano debe adentrarse en la fase de la alienación, es decir, de la pérdida de control de su actividad esencial que así puede hacerse extraña a su creador y cobrar poder sobre el mismo. De esta manera la vida misma, que no es sino el reflejo del trabajo, se aliena. Entramos con otras palabras a lo que en la Fenomenología se llamaba la fase del “Espíritu extrañado de sí mismo”. La similitud con Hegel es tal que Marx incluso usa preferentemente el concepto específico de Hegel, Entfremdung (“extrañamiento”, en el sentido de hacerse extraño a sí mismo), para definir la alienación o enajenación. He aquí un par de párrafos característicos de Marx al respecto. Los motivos fundamentales de esta caída en la alienación o el extrañamiento son, por una parte, la pérdida de control por parte del trabajador sobre las condiciones de su trabajo que a su vez han pasado a ser controladas por la parte no trabajadora de la población y, por otra parte, la organización social del trabajo y de la vida como un conjunto de intereses privados y contrapuestos. Con el surgimiento del trabajo alienado se escinden las partes del todo y los individuos se separan de la especie perdiendo así su cualidad fundamental como seres humanos que reside justamente en esa relación. Con ello, el fin del ser humano, que es su vida como especie o “ser-especie” (Gattungswesen), se transforma en el medio de su vida individual, es decir, alienada. 
La propiedad privada es, a su turno, simplemente la expresión de la existencia del trabajo extrañado, la otra cara de la misma moneda, la objetivación de la pérdida del hombre de su ser como especie, es decir, de su alienación respecto del colectivo humano. Ahora bien, de acuerdo a la fórmula dialéctica esta fase de la alienación juega un papel que visto en perspectiva no solo es necesario sino extraordinariamente creativo y progresivo. El mismo genera una acumulación de riqueza y un desarrollo del potencial del género humano que hubiese sido imposible de otra manera. Marx resume esto lacónicamente al decir que “la vida humana ha necesitado hasta ahora de la propiedad privada para realizarse.”  Solamente transitando este duro camino la humanidad puede acercarse al fin final de la historia que no es otro que reconciliación del ser humano con la especie, la reunión de las partes con el todo, pero ahora enriquecido por todo ese desarrollo parido con el dolor de la explotación y la alienación. Esta dialéctica en que el dolor y la alienación llevan a la superación de los mismos es, según Marx, “lo grandioso de la Fenomenología hegeliana”, es decir, “la dialéctica de la negatividad como principio motor y generador”. Es por medio de esa dialéctica que el ser humano “realmente exterioriza todas sus fuerzas como especie (Gattungskräfte)”.
Para Marx, toda la historia hasta el presente no ha sido sino una preparación del nacimiento del hombre como verdadero ser humano, es decir, como ser genérico o ser-especie. Más tarde Marx llamará a este proceso “la prehistoria de la sociedad humana”, la cual se cierra con el paso al comunismo que pone fin a toda separación entre los hombres y su especie. Por ello es que toda la historia precedente debe ser entendida como el dilatado acto de generación o génesis del comunismo venidero entendido “como retorno del hombre para sí en cuanto hombre social, es decir, humano; retorno pleno, consciente y efectuado dentro de toda la riqueza de la evolución humana hasta el presente […] El movimiento entero de la historia es, por ello, su generación real, el parto de su existencia empírica.” El capitalismo es el momento culminante de la evolución a través de la división de la sociedad en clases y “la explotación del hombre por el hombre”, representando la forma social más alienada y alienante pero justamente por ello la más creativa y desarrolladora. La dinámica de este sistema lleva a un punto máximo la polarización social y también la discrepancia entre las potencialidades ya realizadas del género humano y la lamentable situación vital de la gran mayoría de los seres humanos proletarizados y pauperizados. Esta contradicción termina con el paso a un nuevo estadio de la evolución humana, en el cual la alienación deja de existir. El comunismo es la clave de este paso, “la afirmación como negación de la negación, y por consiguiente, en la próxima evolución histórica, el factor real, necesario de la emancipación y recuperación del hombre. El comunismo es la forma necesaria y el principio enérgico del próximo futuro...”  
La solución que Marx le da al problema de la alienación sigue consecuentemente la argumentación precedente sobre la primacía del trabajo como base y paradigma de toda la vida social. A través de la abolición de la propiedad privada los hombres volverán a ganar, de manera colectiva, el control sobre su trabajo. Con ello, el trabajo se hará “humano”, es decir parte inmediata de un esfuerzo colectivo, en vez de alienado, es decir sometido a los intereses privados. Al eliminar el elemento que divide a los seres humanos en su esfuerzo vital productivo, al reunirlos productivamente como especie, se instauran las condiciones de una vida no extrañada, donde el hombre puede vivir como ser realmente humano, es decir fundido o hecho uno con la especie. Así, con el fin de la propiedad privada llega el mismo individuo a su fin y, tal como ya lo había esbozado en Sobre la cuestión judía (1843), surge el hombre-especie que forma la sociedad total del comunismo venidero. Por eso en un pasaje lleno de significación el comunismo es definido como la solución definitiva del conflicto entre individuo y especie a través de “la superación positiva de la propiedad privada en cuanto autoextrañamiento del hombre”. Sobre esto Marx será siempre consecuente, la abolición de la propiedad privada será su piedra de toque ya que con ella desaparece la base de aquello que separa a los hombres entre sí y con la especie. Por eso el Manifiesto comunista establece contundentemente que “los comunistas pueden resumir su teoría en esta fórmula única: abolición de la propiedad privada.”

## La huella de Hegel en el Marx maduro
La filosofía de la historia del “Marx maduro”, tal como se expresa en las obras que escribe a partir de 1845, es una continuación radical de la de Hegel que se desplaza cada vez más hacia la base tecno-productiva de la sociedad como la esencia o logos de su desarrollo. Se trata de una visión profundamente secularizada en la cual lo divino como tal desaparece completamente, pero en donde, y aquí reside uno de sus rasgos más singulares e importantes, el proceso histórico sigue siendo comprendido de una manera que estructuralmente y en cuanto a su mensaje esencial retoma tanto la dialéctica de Hegel como la matriz histórica cristiana compuesta por el paraíso originario, la caída y la futura redención. La historia para Marx es, retomando plenamente la visión historicista de Aristóteles lanzada por Kant, una realización progresiva y dialéctica de las potencialidades de la humanidad, una larga preparación de una época venidera de perfección, armonía y reconciliación. Se trata, en suma, de la versión secularizada de la idea del fin de este mundo y del paso a “otro mundo”, donde al fin la humanidad se ve liberada de todo aquello que ha marcado negativamente su existencia.
Para Marx, sin embargo, no es la naturaleza (Kant), la razón (Hegel) o la Providencia (cristianismo) lo que actúa como la fuerza motora de la marcha progresiva de la historia. Marx pone, a tono con el creciente optimismo tecnológico e industrial de su época, las fuerzas productivas de la humanidad en primer plano de una manera hasta entonces desconocida. Es el desarrollo de éstas que ahora pasa a ser concebido como el núcleo secreto de la historia, como aquel factor que, a fin de cuentas, explica los avances y las conmociones sociales, políticas o ideológicas que forman la superficie más visible y evidente del movimiento histórico. En Hegel, las diferentes formaciones sociales de importancia “histórico-universal” correspondían a las diversas fases de desarrollo del Espíritu, que no es otra cosa que la razón actuando en la historia. En Marx, esas formaciones sociales, que él llamará “modos de producción”, corresponden al grado de expansión alcanzado por las fuerzas productivas materiales, apareciendo formas sociales nuevas y superiores cuando así lo exige el incremento de esas capacidades productivas. Se trata, por lo tanto, del mismo tipo de dialéctica que Hegel le había atribuido al Espíritu pero en la cual la marcha de la lógica es reemplazada por la de la tecnología. El mismo Marx nos ha entregado, en 1859, el mejor resumen que de sus tesis se pueda hacer: “Al llegar a una fase determinada de desarrollo las fuerzas productivas materiales de la sociedad entran en contradicción con las relaciones de producción existentes o, lo que no es más que la expresión jurídica de esto, con las relaciones de propiedad dentro de las cuales se han desenvuelto hasta allí. De formas de desarrollo de las fuerzas productivas, estas relaciones se convierten en trabas suyas, y se abre así una época de revolución social. Al cambiar la base económica se transforma, más o menos rápidamente, toda la inmensa superestructura erigida sobre ella.”
Lo esencial para Marx, como para Hegel y Kant, es que el proceso histórico tiene un sentido que trasciende sus episodios concretos, una lógica general que conduce, independientemente de la conciencia que los hombres tengan de ello, a un estadio de perfección y plenitud, concebido bajo la forma de “Estado racional” por Hegel y como comunismo por Marx. La dialéctica histórica del Marx maduro sigue fiel a la de Hegel ordenando la historia en un gran proceso triádico, es decir, compuesto de tres grandes momentos. La progresión del género humano comienza para él con el comunismo primitivo o Urkommunismus, un estadio de armonía simple, que es la versión marxista del mito tan difundido de una Edad de Oro perdida. Este estado de prístina armonía fue inevitablemente superado en función de las necesidades mismas del desarrollo de las potencialidades humanas. En su lugar surgió un largo y penoso período caracterizado por la explotación, la lucha, la alienación y la división de la sociedad en clases antagónicas. Se trata del momento negativo de la tríada dialéctica que, como tal, es al mismo tiempo el momento del desarrollo más intenso en el cual el dolor, la opresión, la miseria y las guerras se revelan como los agentes indispensables de un progreso que Marx mismo, en un famoso artículo sobre la dominación británica en la India, describe como “ese horrible ídolo pagano que sólo quería beber el néctar en el cráneo del sacrificado.” Este período dramático, este enorme sacrificio de generaciones y generaciones es, sin embargo, la preparación de la futura felicidad, del tercer estadio de la evolución humana. El capitalismo o “período burgués” juega en esta evolución un papel notable, mostrándose como la culminación apoteósica del desarrollo bajo su forma contradictoria y la antesala de un nuevo paraíso terrenal. Así, como Marx lo dice en el artículo recién citado, “el período burgués de la historia está llamado a crear las bases materiales de un nuevo mundo”.  El capitalismo lleva a un extremo la explotación y la polarización social pero al mismo tiempo desarrolla las fuerzas productivas de la humanidad más que ningún otro sistema. Justamente por ello es que Marx y Engels afirman en el Manifiesto Comunista que “la burguesía ha desempeñado en la historia un papel verdaderamente revolucionario”.